# Gōtoku Sakai
Gotoku Sakai (Nova York, Estats Units d'Amèrica, 14 de març de 1991) és un futbolista japonès.

## Selecció japonesa
Gotoku Sakai ha disputat 9 partits amb la selecció japonesa.
El 12 de maig de 2014 s'anuncià la seva inclusió a la llista de 23 jugadors de la selecció japonesa per disputar el Mundial de 2014 al Brasil. Els dorsals van ser anunciats el 25 de maig.